# 금산사 나들목

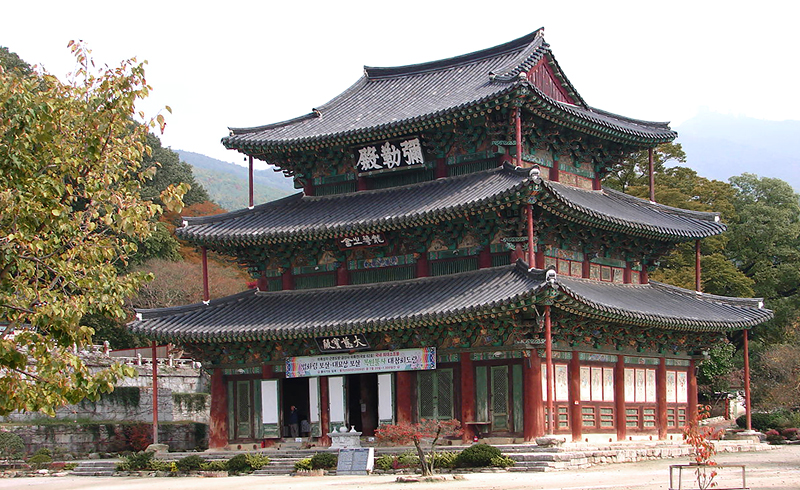
금산사 미륵전 (국보 제62호)

금산사 나들목(Geumsansa IC)은 전북특별자치도 김제시 금산면 성계리에 위치한 호남고속도로의 22번 교차로이다. 1986년 12월 24일에 회덕 기점 96.1km 지점에 개통되었으며 지방도 제712호선을 통해 금산면, 봉남면 등지로 진출할 수 있다. 나들목 명칭과는 달리 금산사와는 거리가 있다.

## 역사
- 1986년 3월 14일 : 나들목 건설을 위해 전라북도 김제군 금산면 성계리 700m 구간 도로구역 변경[2]
- 1986년 12월 24일 : 나들목 개통[3]

## 구조물 정보
- 위치: 전북특별자치도 김제시 금산면 성계리
- 영업소: 전북특별자치도 김제시 금산면 봉남로 130

## 접속하는 도로
- 지방도 제712호선 (봉남로)
- 간접 연결 : 국도 제1호선, 국도 제21호선 (선비로, 낙수 교차로 이용), 지방도 제735호선 (초처로, 봉남로 이용)

## 교통량 정보
| 요금소          | 통행량 (대/일) | 통행량 (대/일) | 통행량 (대/일) | 통행량 (대/일) | 통행량 (대/일) | 통행량 (대/일) | 통행량 (대/일) | 통행량 (대/일) | 통행량 (대/일) | 통행량 (대/일) | 각주  |
| 요금소          | 2001년         | 2002년         | 2003년         | 2004년         | 2005년         | 2006년         | 2007년         | 2008년         | 2009년         | 2010년         | 각주  |
| --------------- | -------------- | -------------- | -------------- | -------------- | -------------- | -------------- | -------------- | -------------- | -------------- | -------------- | ----- |
| 금산사 (폐쇄식) | 1,081          | 1,074          | 1,112          | 1,165          | 1,198          | 1,322          | 1,464          | 1,118          | 1,000          | 945            | [ 4 ] |
| 요금소          | 2011년         | 2012년         | 2013년         | 2014년         | 2015년         | 2016년         | 2017년         | 2018년         | 2019년         |                | [ 4 ] |
| 금산사 (폐쇄식) | 830            | 784            | 778            | 730            | 732            | 736            | 745            | 739            | 755            |                | [ 4 ] |